# Elezioni generali in Spagna del 1977
Le elezioni generali in Spagna del 1977 si tennero il 15 giugno per l'elezione delle Corti Generali (Congresso dei Deputati e Senato); furono le prime dopo la fine della dittatura franchista, protrattasi per quarant'anni.
Le elezioni videro la vittoria dell'Unione del Centro Democratico di Adolfo Suárez, che fu confermato Presidente del Governo, mentre la legislatura fu responsabile, nel frattempo, del processo di adozione di una nuova Costituzione democratica.

## Risultati

### Congresso dei Deputati
| Liste                                                                  | Voti       | %     | Seggi |
| ---------------------------------------------------------------------- | ---------- | ----- | ----- |
| Unione di Centro Democratico                                           | 6 310 391  | 34,44 | 165   |
| Partito Socialista Operaio Spagnolo                                    | 5 371 866  | 29,32 | 118   |
| Partito Comunista di Spagna                                            | 1 709 890  | 9,33  | 20    |
| Alleanza Popolare                                                      | 1 504 771  | 8,21  | 16    |
| Partito Socialista Popolare - Unità Socialista                         | 816 582    | 4,46  | 6     |
| Patto Democratico per la Catalogna                                     | 514 647    | 2,81  | 11    |
| Partito Nazionalista Basco                                             | 296 193    | 1,62  | 8     |
| Squadra della Democrazia Cristiana                                     | 215 841    | 1,18  | –     |
| Unione del Centro e della Democrazia Cristiana di Catalogna (UDC)      | 172 791    | 0,94  | 2     |
| Sinistra di Catalogna - Fronte Elettorale Democratico (ERC - PTC - EC) | 143 954    | 0,79  | 1     |
| Fronte Democratico delle Sinistre                                      | 122 608    | 0,67  | –     |
| Alleanza Socialista Democratica                                        | 101 916    | 0,56  | –     |
| Alleanza Elettorale dei Lavoratori                                     | 77 575     | 0,42  | –     |
| Alleanza Nazionale 18 Luglio                                           | 67 336     | 0,37  | –     |
| Riforma Sociale Spagnola                                               | 64 241     | 0,35  | –     |
| Euskadiko Ezkerra                                                      | 61 417     | 0,34  | 1     |
| Falange Española de las JONS Auténtica                                 | 46 548     | 0,25  | –     |
| Fronte di Unità dei Lavoratori                                         | 41 208     | 0,22  | –     |
| Candidatura Aragonese Indipendente di Centro                           | 37 183     | 0,20  | 1     |
| Partito Socialista Basco                                               | 36 002     | 0,20  | –     |
| Partito Socialista del Paese Valenciano                                | 31 138     | 0,17  | –     |
| Candidatura Indipendente di Centro                                     | 29 834     | 0,16  | 1     |
| Partito Socialista Galiziano                                           | 27 197     | 0,15  | –     |
| Democrazia Cristiana Basca                                             | 26 100     | 0,14  | –     |
| Falange Española de las JONS                                           | 25 017     | 0,14  | –     |
| Unione Navarra di Sinistra                                             | 24 489     | 0,13  | –     |
| Blocco Nazional-Popolare Galiziano                                     | 22 771     | 0,12  | –     |
| Alleanza Forale Navarra                                                | 21 900     | 0,12  | –     |
| Unità Regionale Andalusa                                               | 21 350     | 0,12  | –     |
| Partito Socialista Operaio Spagnolo (settore storico)                  | 21 242     | 0,12  | –     |
| Lega della Catalogna - Partito Liberale Catalano                       | 20 109     | 0,11  | –     |
| Associazione Nazionale per lo Studio dei Problemi Attuali              | 18 113     | 0,10  | –     |
| Unione Autonomista della Navarra                                       | 18 079     | 0,10  | –     |
| Popolo Canario Unito                                                   | 17 717     | 0,10  | –     |
| Altri <0,10%                                                           | 240 069    | 1,31  | –     |
| Totale                                                                 | 18 324 333 | 100   | 350   |

| Riepilogo dei seggi | Riepilogo dei seggi | Riepilogo dei seggi | Riepilogo dei seggi | Riepilogo dei seggi | Riepilogo dei seggi | Riepilogo dei seggi |
| ------------------- | ------------------- | ------------------- | ------------------- | ------------------- | ------------------- | ------------------- |
|                     |                     |                     |                     |                     |                     |                     |
| PCE                 | 20                  |                     |                     | EC-FED              | 1                   |                     |
| EE                  | 1                   |                     |                     | PSP-US              | 6                   |                     |
| PSOE                | 118                 |                     |                     | PDC                 | 11                  |                     |
| EAJ/PNV             | 8                   |                     |                     | UDCC                | 2                   |                     |
| CAIC                | 1                   |                     |                     | CIC                 | 1                   |                     |
| UCD                 | 165                 |                     |                     | AP                  | 16                  |                     |

### Senato
| Liste                                        | Seggi |
| -------------------------------------------- | ----- |
| Unione di Centro Democratico                 | 106   |
| Partito Socialista Operaio Spagnolo          | 35    |
| Senato Democratico                           | 16    |
| Intesa dei Catalani                          | 12    |
| Fronte Autonomista                           | 10    |
| Candidatura Democratica Gallega              | 3     |
| Candidatura Aragonese di Unità Democratica   | 3     |
| Alleanza Popolare                            | 2     |
| Partito Socialista Popolare                  | 2     |
| Democrazia e Catalogna                       | 2     |
| Sinistra Basca                               | 1     |
| Candidatura Aragonese Indipendente di Centro | 1     |
| Rioja Democratica                            | 1     |
| Asamblea Majorera                            | 1     |
| Forza Democratica di Santander               | 1     |
| Liste indipendenti                           | 11    |
| Totale                                       | 207   |
| Senatori di nomina reale                     | 41    |
| Totale                                       | 248   |

| Riepilogo dei seggi | Riepilogo dei seggi | Riepilogo dei seggi | Riepilogo dei seggi | Riepilogo dei seggi | Riepilogo dei seggi | Riepilogo dei seggi |
| ------------------- | ------------------- | ------------------- | ------------------- | ------------------- | ------------------- | ------------------- |
|                     |                     |                     |                     |                     |                     |                     |
| ESEI                | 1                   |                     |                     | EE                  | 1                   |                     |
| SENDEM              | 13                  |                     |                     | ENTESA              | 13                  |                     |
| CDG                 | 2                   |                     |                     | PSP-US              | 4                   |                     |
| PSOE                | 49                  |                     |                     | AEX                 | 1                   |                     |
| ID                  | 4                   |                     |                     | INB                 | 2                   |                     |
| EAJ/PNV             | 6                   |                     |                     | CAIC                | 1                   |                     |
| UDC                 | 106                 |                     |                     | AM                  | 1                   |                     |
| AP                  | 2                   |                     |                     |                     |                     |                     |